# 予科練平和記念館
予科練平和記念館（よかれんへいわきねんかん）は、茨城県稲敷郡阿見町にある博物館である。
2010年（平成22年）2月2日に開館した。設計は早稲田大学教授の吉村靖孝である。

## 概要
予科練の歴史や戦争の記録を保存、展示するとともに次の世代に確かに伝え、命の尊さや平和の大切さを考えるための記念館である。
予科練の代名詞といえば、7つボタンで、これは「若鷲の歌」にも歌われている。展示構成は、7つボタンに合わせて、1.入隊、2.訓練、3.心情、4.飛翔、5.交流、6.窮迫、7.特攻と7つのテーマで展示空間を構成している。
また予科練生の生活と訓練を撮影した写真家の土門拳の作品42枚も展示されている。
1. 入隊 - 入隊と不安の交錯（台湾・朝鮮半島出身の練習生たちについても紹介）
2. 訓練 - 猛訓練と心身の成長
3. 心情 - 少年たちの心の葛藤
4. 飛翔 - 予科練から大空へ
5. 交流 - 予科練と阿見
6. 窮迫 - 戦局の変化
7. 特攻 - 戦時下の悲劇

## 所在地
- 茨城県稲敷郡阿見町大字廻戸5番地1

## アクセス
- 常磐道桜土浦ICから車で15分。
- 圏央道阿見東ICから車で15分。
- 土浦駅からJRバス「江戸崎」方面行きに乗車し15分。「阿見坂下」停留所下車で徒歩3分。
- 土浦駅から関東鉄道バス「阿見中央公民館」行きに乗車し15分。「阿見坂下」停留所下車で徒歩3分。

## 開館時間
- 9:00 - 17:00
- 入場料金は、大人500円、小中高生は300円。
- 月曜を除く火曜から日曜まで。祝日は開館。
- 月曜が休館日。月曜が祝日の場合は、翌日が休館[2]。

## 近在の施設
- 陸上自衛隊土浦駐屯地

以下の施設は、土浦駐屯地の敷地内にある。開館日は、予科練平和記念館と連動して運用されている。
- 雄翔館（予科練記念館）- 予科練戦没者の遺書、遺品を保存、展示する。
- 雄翔園 - 予科練の戦没者1万9千人の霊璽簿（れいじぼ）を収めた予科練の碑を中心にした庭園である。

## 関連文献
- 梯久美子『戦争ミュージアム　記憶の回路をつなぐ』岩波書店〈岩波新書〉、2024年。